# Żarnówko
Żarnówko (do 1945 niem. Neu Sarnow) – wieś w Polsce położona w województwie zachodniopomorskim, w powiecie goleniowskim, w gminie Stepnica.
Według danych z 31 grudnia 2009 r. wieś zamieszkiwało 98 osób.
W latach 1975–1998 miejscowość administracyjnie należała do województwa szczecińskiego.
Wieś sołecka na skraju Równiny Goleniowskiej, porośniętej Puszczą Goleniowską i Doliny Dolnej Odry, po zachodniej stronie drogi łączącej Stepnicę z Wolinem, ok. 7 km na północny wschód od administracyjnego centrum gminy, obecnie ok. 100 mieszkańców.
Obecnie wieś o całkowicie innym układzie przestrzennym. Rzędówka północna z folwarkiem została zburzona, do wsi przyłączono dwie inne osady: Glinka i Podbrzezie. Żarnówko ma charakter dwóch ulicówek nieregularnych o luźnej zabudowie. Znajdują się tutaj kilkubudynkowe zagrody rolnicze i leśne, głównie z początków XX wieku. Również w części wschodniej znajdują się budynki pochodzące z tego okresu. Do rejestru wpisane są też dwie ryglowe stodoły z przełomu XIX i XX wieku. We wsi rośnie wiele kasztanowców, znajduje się tutaj leśniczówka i przystanek PKS. Okolica to tereny łąkowe – podmokłe oraz leśne, porośnięte w większości borem sosnowym i mieszanym, tereny nadleśnictwa Goleniów.
Okoliczne miejscowości: Machowica, Racimierz, Zielonczyn, Żarnowo.